# Brousse, Tarn

Brousse este o comună în departamentul Tarn din sudul Franței. În 2009 avea o populație de 342 de locuitori.

## Evoluția populației
| An        | 1975 | 1982 | 1990 | 1999 | 2006 | 2009 |
| --------- | ---- | ---- | ---- | ---- | ---- | ---- |
| Populație | 273  | 243  | 233  | 271  | 294  | 342  |